# Utbildning på Kuba

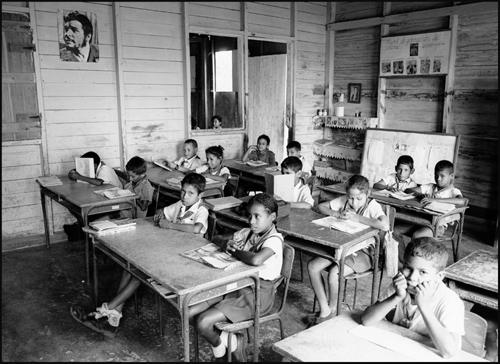
Skolelever i Provincia de Guantánamo.

Utbildningen på Kuba har i många år varit ett prioriterat område för den kubanska regimen. Utbildningssystemet inkluderar universitet och andra prestigefyllda skolor. Universitetet i Havanna grundades 1727. Efter revolutionen 1959 nationaliserade staten under Fidel Castro alla utbildningsinstitutioner, och skapade ett system som exklusivt drivs av staten. Enligt den kubanska konstitutionen skall utbildnings- och den kulturella politiken baseras på den marxistiska ideologin.
Utbildningen anses av anhängarna till den kubanska revolutionen vara en dess största framgångar.

## Utbildningens organisation
Den kubanska utbildningen ordnas enligt det nationella utbildningssystemet (Sistema Nacional de Educación), en sammanhängande system av olika utbildningar. Såväl primär- som sekundärutbildningen är obligatorisk.

### Barndaghem och förskola
Barndaghem (Los Círculos Infantiles) (en institution som skapades 1961) tar emot barnen från 45 dagars ålder till fem år. Sedan går barnen i förskolan, detta åtföljs av föräldrautbildning (Comisión de Educación de Padres), av programmet "Uppfostra ditt barn" (Educa a tu Hijo) (för föräldrar som inte skickade sina barn till den första utbildningen) och Centro Latinoamericano de la Educación Preescolar, en institution för utbyte av utbildningserfarenheter från förskolan i latinamerikanska skolor och på Kuba.

### Primärskola
Utbildning under första till femte året: matematik, spanska, datorkunskap, världen vi lever i, gymnastik och teckning/målning. Från femte klass och i sjätte klass ges utbildning i, förutom de nu nämnda ämnena (och frånsett ”Världen vi lever i”), i följande: engelska, samhällskunskap, Kubas historia, Kubas geografi, naturvetenskap och arbetskunskap.

### Sekundär grundutbildning
Denna utbildning omfattar sjunde till och med nionde året. Sjunde året inleder den nya utbildningen, ger förberedande kunskaper och repeterar primärutbildningen. Under de följande två åren utbildas i nya ämnen och man förbereder sig för universitetet eller för en teknisk utbildning. I nionde klass väljer eleverna de linjer de önskar. De gör prov och turordnas efter de resultat de får. Kurserna fördelas sedan av kommittéer (en allmän och en för elever som utmärkt sig).

### Universitetsförberedande utbildning
Denna utbildning (också kallad bachillerato eller vocacional) ger möjlighet till en yrkeskarriär inom vetenskap, socialvetenskap, historia eller humaniora och är en av de två vägarna som kan väljas efter att ha gått ut sekundärutbildningen.
De första två åren (10:e och 11:e läsåret) ges grundutbildning inklusive studier i datorkunskap.  Sista året (12:e läsåret) intensifieras studierna och man delar upp sig i fyra studiegrenar som de studerande väljer efter sina önskemål:
- Medicinska studier, lantbruk, biologi och fysisk fostran;
- Tekniska ämnen, naturvetenskap och matematik;
- Socialvetenskap, humaniora och ekonomi;
- Pedagogik”.[7]

De institut där man utbildar på denna nivå är:
- IPVCE (Instituto Preuniversitario Vocacional de Ciencias Exactas), utbildar studerande doktorander och utbildningen är akademisk. Ansökan görs genom inträdesprov och den studerande måste ha ett medelbetyg högre än 85% för att kunna vara kvar.
- IPVCP (Instituto Preuniversitario Vocacional Pedagógico), för studerande som sedan ska välja pedagogiska karriärer på högre nivå.
- Camilitos, utbildar studenter som ska göra militär karriär.
- IPUEC (Instituto Preuniversitario en el Campo) och dess motsvarande organisation för städerna.

På denna nivå är de allmänna ämnena: matematik, fysik, kemi, biologi, spanska, datorkunskap, antik och medeltida historia, samtidshistoria, kubansk historia, geografi, engelska, skulptur, musik och gymnastik.

### Teknisk yrkesutbildning
Den tekniska yrkesutbildningen är den andra vägen efter den grundläggande sekundär-utbildningen som ger kvalificerad yrkesutbildning (för elever med yrkesutbildning på medelnivå, motsvarande nionde klass) och teknisk utbildning (för elever med yrkesutbildning på högre nivå, motsvarande tolfte året).
Utbildningen räknar till 322 polytekniska skolor och 152 yrkesskolor i hela landet och nästan 300.000 studerande totalt (2008). Alla dessa utbildningsanstalter har laboratorier, verkstäder, specialsalar, universitetsområden (campus), etc och 15 kvalificerade yrkesutbildningar och 50 tekniska specialutbildningar. Ämnena är indelade i två grenar: Allmän och grundläggande utbildning och Tekniska ämnen.

### Universitet

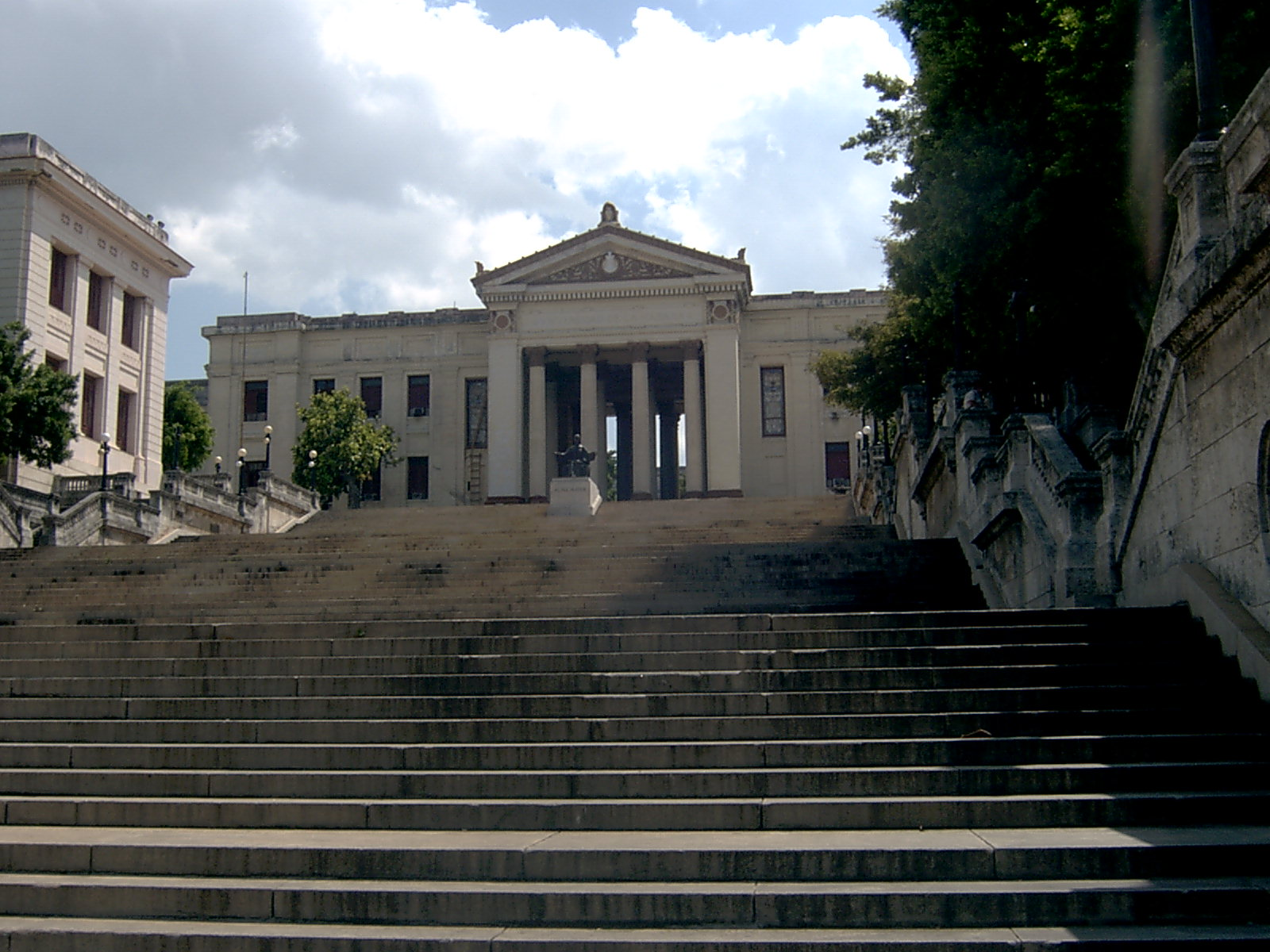
Havannas universitet.

Sista steget i utbildningen, som börjar efter 12:e året. Studenterna hör till Federación Estudiantil Universitaria och de gör senare det slutliga arbetet på den fakultet som de önskar. De kubanska universiteten tar också emot ett stort antal yrkesverksamma kubaner och utlänningar som kommer för att förbättra sina kunskaper och erhålla universitetsexamen.